# Хоризонтален генен трансфер
Хоризонтален генен трансфер (ХГТ) е всеки процес, при който става пренос на генетичен материал от една клетка към друга, която не представлява поколение на първата. За разлика от хоризонталния трансфер на гени, при вертикалния става пренос на генетичен материал в един организъм от неговия предшественик, например от негов родител или от вида, от който той е еволюирал. Повечето изследвания в генетиката се отнасят до вертикалния генен трансфер, но в последно време все повече се разбира голямото значение на ХГТ. Най-популярната техника за генетична трансформация, използваща Agrobacterium tumefaciens. Става въпрос за инфекциозен процес с интегриране на част от генома на бактерията в генома на растението гостоприемник.
|  | Тази страница частично или изцяло представлява превод на страницата Horizontal gene transfer в Уикипедия на английски. Оригиналният текст, както и този превод, са защитени от Лиценза „Криейтив Комънс – Признание – Споделяне на споделеното“, а за съдържание, създадено преди юни 2009 година – от Лиценза за свободна документация на ГНУ. Прегледайте историята на редакциите на оригиналната страница, както и на преводната страница, за да видите списъка на съавторите. ВАЖНО: Този шаблон се отнася единствено до авторските права върху съдържанието на статията. Добавянето му не отменя изискването да се посочват конкретни източници на твърденията, които да бъдат благонадеждни. |